# Bathydrilus medius
Bathydrilus medius är en ringmaskart som beskrevs av Erséus 1983. Bathydrilus medius ingår i släktet Bathydrilus och familjen glattmaskar. Inga underarter finns listade i Catalogue of Life.